# 湾子駅
湾子駅（わんしえき）は中華人民共和国北京市西城区に位置する北京地下鉄7号線の駅である。2014年12月28日に開業した。

## 駅構造

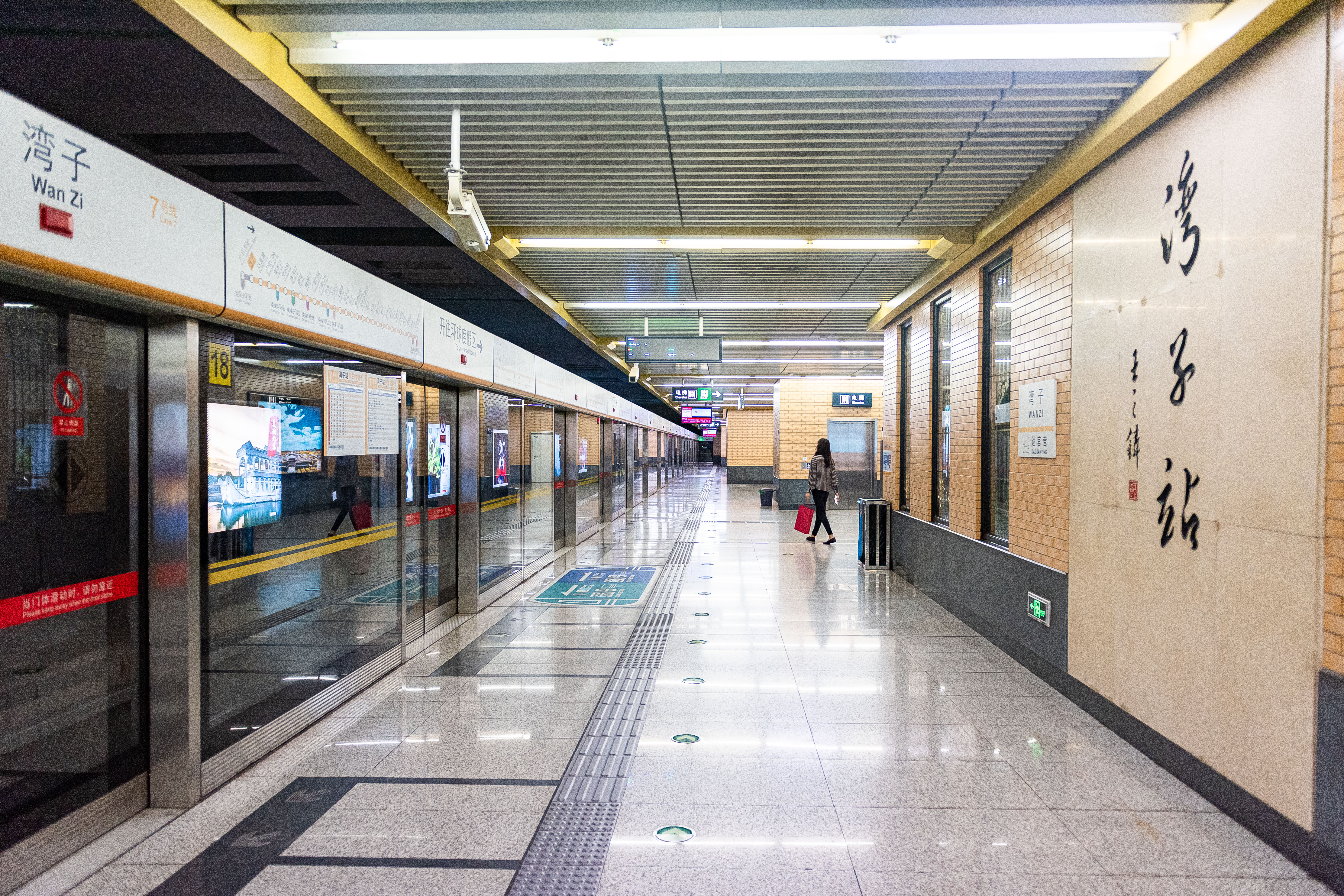
ホーム

対面式ホーム2面2線の地下駅である。

## 歴史
- 2014年12月28日 - 7号線が開業。

## 隣の駅
北京地下鉄
■7号線
北京西駅 - 湾子駅 - 達官営駅
座標: 北緯39度53分20秒 東経116度19分17秒 / 北緯39.8889度 東経116.3213度